# Иранское лингвистическое общество
Иранское лингвистическое общество (перс. انجمن زبان شناسى ايران‎) — научное общество Ирана, занимающееся распространением и повышением научного уровня знаний в области лингвистики, повышением уровня специалистов, а также оптимизацией образовательных и исследовательских процессов в сфере теоретической и практической лингвистики.
Общество было основано в 2002 (по другим данным, в 2003) году. Официальным периодическим изданием Общества является научный журнал «Язык и лингвистика Архивная копия от 29 сентября 2021 на Wayback Machine» (выходит два раза в год). Кроме того Общество проводит большое количество конференций.

## Обязанности и задачи Общества
1. Проведение научных исследований на национальном и международном уровнях силами специалистов, так или иначе имеющих дело с языкознанием.
2. Сотрудничество с органами исполнительной власти и научно-исследовательскими учреждениями в сфере оценки, пересмотра и реализации образовательных и исследовательских проектов и программ, соответствующих направлению деятельности Общества.
3. Стимулирование исследователей и чествование выдающихся учёных.
4. Предоставление образовательных, исследовательских и научно-технических услуг.
5. Установление официальных контактов с национальными и зарубежными учреждениями и центрами, работающими в области лингвистики.
6. Проведение научных конференций на национальном, региональном и международном уровнях.
7. Публикация научных монографий, периодических изданий и исследовательских информационных бюллетеней.

## Журнал «Язык и лингвистика»
С 2003 года Общество издаёт научный журнал «Язык и лингвистика», в котором публикуются результаты научных исследований в лингвистике.

## Общество состоит из 14 специализированных групп
- группа практической лингвистики
- группа фонетики и фонологии
- группа морфологии
- группа социологии языка
- группа психологии языка и нейролингвистики
- группа компьютерной лингвистики
- группа корпусной лингвистики
- группа лингвистической семантики
- группа синтаксиса и типологии
- группа семиотики
- группа прагматики и дискурсивного анализа
- группа иранских языков
- группа изучения языка и литературы
- группа переводоведения[2]